# De Correspondent
De Correspondent ist eine niederländische Nachrichten-Website mit Sitz in Amsterdam, Niederlande. Sie wurde am 30. September 2013 durch Rob Wijnberg ins Leben gerufen, nachdem in einer Crowdfunding-Kampagne Mitte März 2013 innerhalb von acht Tagen mehr als 1 Million Euro gesammelt wurden. Die Website zeichnet sich dadurch aus, dass sie den täglichen Nachrichtenzyklus ablehnt und sich auf eine ausführliche und chronologische Berichterstattung auf aktueller Basis konzentriert, die von einzelnen Korrespondenten geleitet wird, die sich jeweils auf bestimmte Themen konzentrieren. Manchmal veröffentlicht De Correspondent englische Versionen seiner Artikel.
Das Konzept und der anfängliche Erfolg von De Correspondent haben andere Projekte anderswo inspiriert. Die deutsche Website Krautreporter wurde 2014 gegründet und übernahm das gleiche Konzept.
Im Jahr 2017 nahm De Correspondent 4,5 Millionen Dollar (3,8 Millionen Euro) ein. 94 Prozent der Einnahmen wurden von den Lesern durch Aktivitäten wie Mitgliedsbeiträge, Spenden und Buchverkäufe erzielt. Die meisten Leser waren in den Niederlanden ansässig und zahlten 70 € pro Jahr.
Eine englischsprachige Nachrichtenseite mit dem Titel The Correspondent wurde am 30. September 2019 gestartet. Die Website sammelte Ende 2018 durch eine Crowdfunding-Kampagne 2,6 Millionen US-Dollar, unterstützt durch prominente Unterstützer wie Jay Rosen und Trevor Noah. Allerdings erntete das Unternehmen heftige Kritik, nachdem bekannt wurde, dass es kein Büro in den Vereinigten Staaten eröffnen werde, wie viele Unterstützer erwartet hatten. Am 1. Januar 2021 hat The Correspondent sein Erscheinen eingestellt.